# Bezirk Dundaga
Der Bezirk Dundaga (Dundagas novads) war ein Bezirk im Nordwesten Lettlands in der Region Kurzeme (Kurland), der von 2009 bis 2021 existierte. Bei der Verwaltungsreform 2021 wurde der Bezirk aufgelöst, seine Gemeinden gehören seitdem zum Bezirk Talsi.

## Geographie
Der nördlichste Punkt des Bezirks war das Kap Kolka, das im Nationalpark Slītere liegt.

## Bevölkerung
Der Bezirk Dundaga hatte 2020 3571 Einwohner und bestand aus der Gemeinden (pagasts) Dundaga (Land) und Kolka sowie dem Verwaltungszentrum Dundaga. 

## Sehenswürdigkeiten

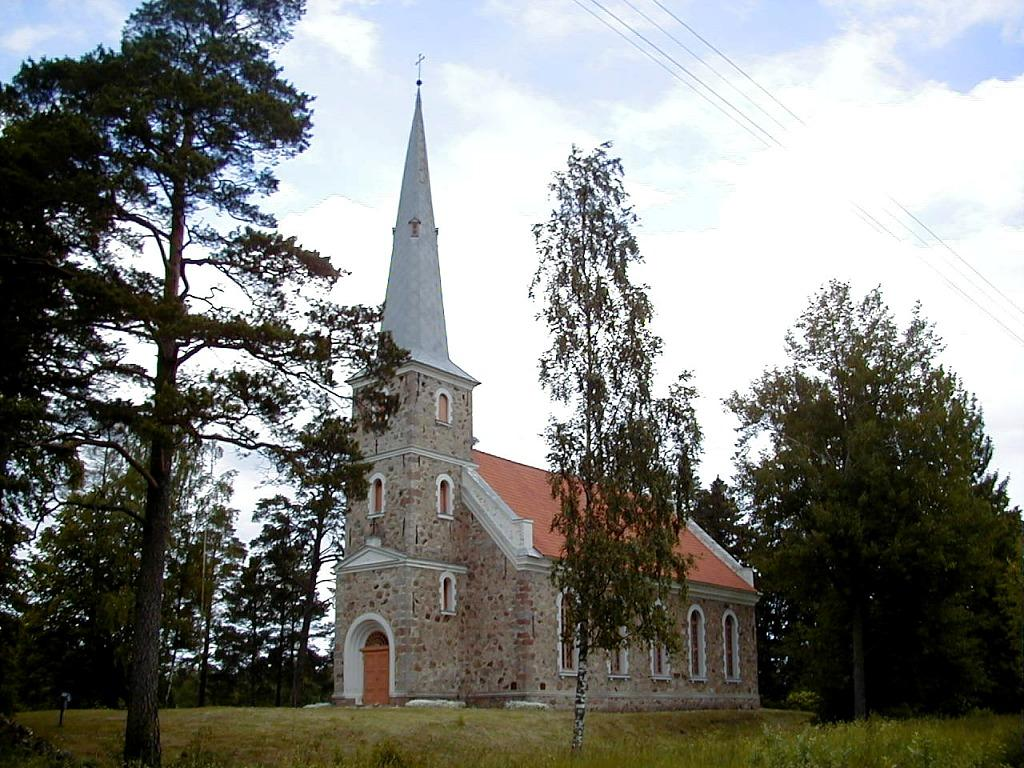
Lutherische Kirche in Mazirbe (Klein-Irben), Gemeinde Dundaga, erbaut 1866–1868
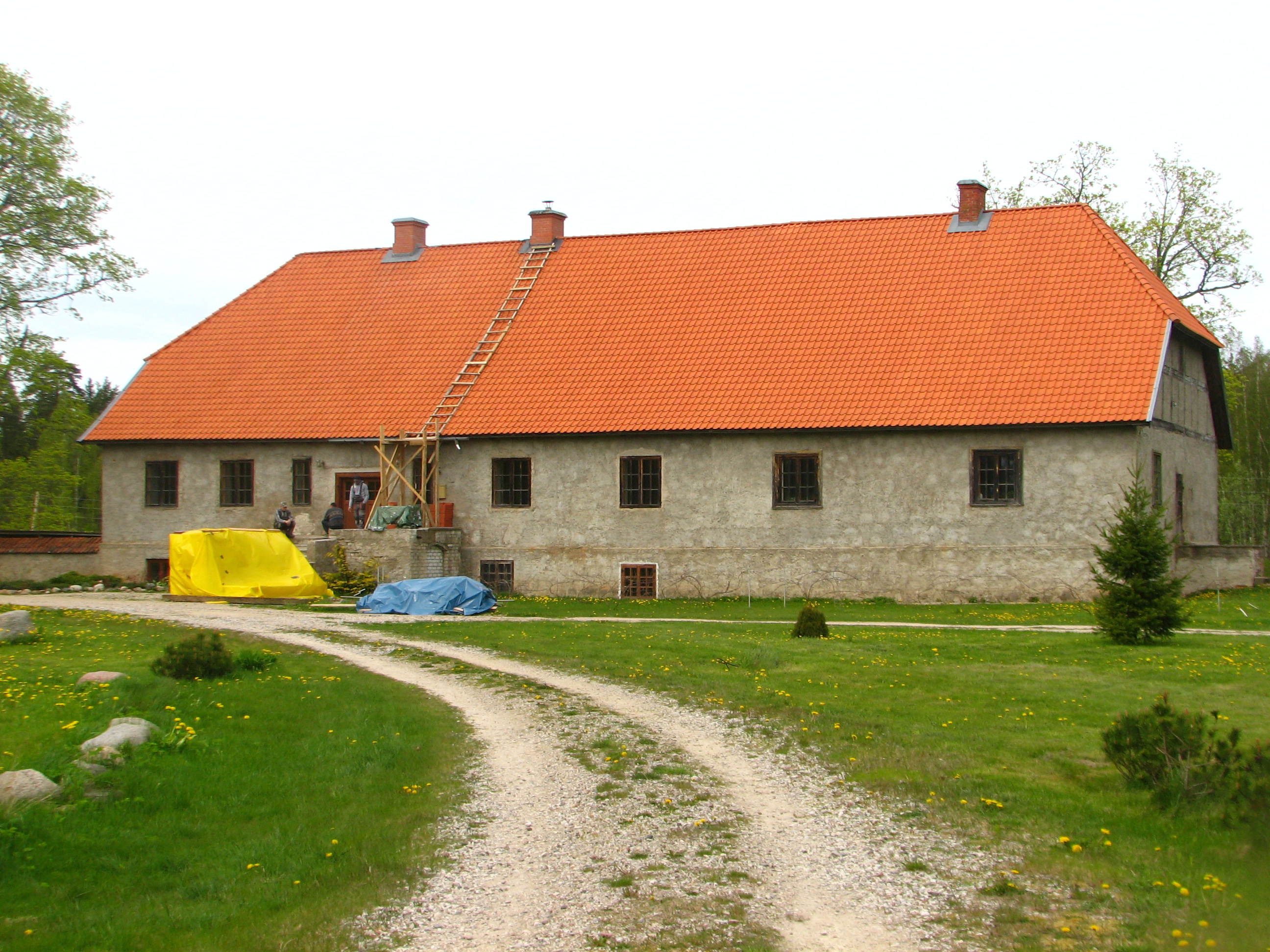
Pastorales Herrenhaus in Mazirbe

## Nachweise
1. ↑  Vides aizsardzības un reģionālās attīstības ministrija (Ministerium für Naturschutz und Regionalentwicklung), Karten und Auflistung der Verwaltungseinheiten, abgerufen am 17. Juli 2021
2. ↑  https://www.skatkartes.lv/mazirbes-evangeliski-luteriska-baznica/